# قسم شلال ودشتغل الريفي (مقاطعة أنديكا)
قسم شلال ودشتغل الريفي (بالإنجليزية: Shalal and Dasht-e Gol Rural District)‏ هي قسم تقع في إيران في القسم المركزي. يقدر عدد سكانها بـ 4,454 نسمة .